# Messier 100
Messier 100 [mesjé stó] (tudi M100 in NGC 4321) je vmesna spiralna galaksija v ozvezdju Berenikinih kodrov. Odkril jo je Pierre-François-André Méchain leta 1781 in je od nas oddaljena približno 52,5 milijona svetlobnih let. Gre za eno najsvetlejših galaksij v jati v Devici.
V njej so odkrili pet supernov: SN 1901B, SN 1914A, SN 1959E, SN 1979C in SN 2006X. M100 ima tudi satelitsko galaksijo z imenom NGC 4323.